# Lugnacco
Lugnacco is een gemeente in de Italiaanse provincie Turijn (regio Piëmont) en telt 378 inwoners (31-12-2004). De oppervlakte bedraagt 4,8 km², de bevolkingsdichtheid is 79 inwoners per km².
De volgende frazioni maken deel uit van de gemeente: Verna, Raghetto, Chiartano, Buracco.

## Demografie
Lugnacco telt ongeveer 198 huishoudens. Het aantal inwoners daalde in de periode 1991-2001 met 3,2% volgens cijfers uit de tienjaarlijkse volkstellingen van ISTAT.
| Jaar | Inwoneraantal |
| ---- | ------------- |
| 1991 | 349           |
| 2001 | 338           |

## Geografie
Lugnacco grenst aan de volgende gemeenten: Meugliano, Castellamonte, Alice Superiore, Fiorano Canavese, Pecco, Castelnuovo Nigra, Loranzè, Vistrorio, Parella, Quagliuzzo.